# Eduard Raab
Eduard von Raab (12. dubna 1837 Konstantinopol – 5. října 1888 Bukurešť) byl rakouský šlechtic a politik německé národnosti, v 2. polovině 19. století poslanec Říšské rady z Dolních Rakous.

## Biografie
Byl šlechticem, působil jako statkář v Stiebar. V jiných zdrojích uváděn jako statkář z nedalekého Grestenu. Po smrti své první manželky se oženil s dcerou továrníka a politika Josefa Heisera a podílel se se svým tchánem na podnikání. Budoval exportní a obchodní sítě.
V roce 1874 byl zvolen na Dolnorakouský zemský sněm za kurii velkostatkářskou. Opětovně byl zvolen roku 1878 a poslancem byl až do roku 1884. Zastupoval Stranu ústavověrného velkostatku. Od roku 1878 do roku 1884 byl náhradníkem zemského výboru.
Působil taky jako poslanec Říšské rady (celostátního parlamentu Předlitavska), kam nastoupil ve volbách roku 1879 za kurii velkostatářskou v Dolních Rakousích. Ve volebním období 1879–1885 se uvádí jako rytíř Eduard von Raab, statkář, bytem Stiebar. Po volbách roku 1879 se uvádí jako ústavověrný poslanec. Na Říšské radě je v říjnu 1879 zmiňován coby člen staroněmeckého Klubu liberálů (Club der Liberalen).